# Maserèir
Mazerier és un municipi francès, situat al departament de l'Alier i a la regió d'Alvèrnia-Roine-Alps. L'any 2007 tenia 273 habitants.

## Demografia

### Població
El 2007 la població de fet de Mazerier era de 273 persones. Hi havia 116 famílies de les quals 27 eren unipersonals (15 homes vivint sols i 12 dones vivint soles), 46 parelles sense fills, 35 parelles amb fills i 8 famílies monoparentals amb fills.
La població ha evolucionat segons el següent gràfic:
Habitants censats

### Habitatges
El 2007 hi havia 160 habitatges, 117 eren l'habitatge principal de la família, 25 eren segones residències i 18 estaven desocupats. 152 eren cases i 7 eren apartaments. Dels 117 habitatges principals, 98 estaven ocupats pels seus propietaris, 15 estaven llogats i ocupats pels llogaters i 3 estaven cedits a títol gratuït; 4 tenien dues cambres, 13 en tenien tres, 41 en tenien quatre i 60 en tenien cinc o més. 96 habitatges disposaven pel capbaix d'una plaça de pàrquing. A 43 habitatges hi havia un automòbil i a 66 n'hi havia dos o més.

## Economia
El 2007 la població en edat de treballar era de 189 persones, 139 eren actives i 50 eren inactives. De les 139 persones actives 128 estaven ocupades (68 homes i 60 dones) i 12 estaven aturades (3 homes i 9 dones). De les 50 persones inactives 31 estaven jubilades, 7 estaven estudiant i 12 estaven classificades com a «altres inactius».

### Ingressos
El 2009 a Mazerier hi havia 123 unitats fiscals que integraven 291 persones, la mediana anual d'ingressos fiscals per persona era de 17.765 €.

### Activitats econòmiques
Dels 3 establiments que hi havia el 2007, 1 era d'una empresa alimentària, 1 d'una empresa de fabricació de material elèctric i 1 d'una empresa classificada com a «altres activitats de serveis».
L'únic servei als particulars que hi havia el 2009 era una funerària.
L'any 2000 a Mazerier hi havia 13 explotacions agrícoles que ocupaven un total de 640 hectàrees.

## Poblacions més properes
El següent diagrama mostra les poblacions més properes.